# Crotalaria eremaea
Crotalaria eremaea är en ärtväxtart som beskrevs av Ferdinand von Mueller. Crotalaria eremaea ingår i släktet sunnhampor, och familjen ärtväxter. IUCN kategoriserar arten globalt som livskraftig.

## Underarter
Arten delas in i följande underarter:
- C. e. eremaea
- C. e. strehlowii